# 王維周
王維周（16世紀—1624年），字世皇，號繡嶺，湖廣襄陽府襄陽縣人，明朝政治人物。

## 生平
王維周是萬曆十年舉人王應期之子，萬曆四十年（1612年）舉人，四十四年（1616年）成進士，登第十天後得知父親在雲南去世，立刻前往奔喪，辭謝他人贈送的賻儀，說：「先靈有知，他一定不想我剛登第就弄污素履。」服喪完畢後獲授行人，四十七年（1619年）出使諭祭金谿王府，只接受書畫的餽贈，回朝後必定上報民間疾苦、吏治得失。天啟三年（1623年）他和盧時泰、李恒茂、丁一鳴、薛國觀、范紹序、李魯生、楊炳考選給事中，次年（1624年）與薛國觀同補戶科給事中，不久去世，孫子王貽貞由貢生任職澧州學正。

## 家族
曾祖王民樂。祖父王焯。父王應期，雲南副使。

## 引用
1. 1 2  同治《襄陽縣志·卷六》：王應期，字國楨，號楚陽，襄陽人，以南漳籍中萬厯壬午舉人……子維周，字世皇，號繡嶺，丙辰進士，登第十日始聞父訃，馳滇奔喪，贈賻良厚，辭曰：「先靈有知其不欲維周初第汙素履也。」終喪授行人，出使者三，餽遺所受惟書畫爾，所過民閒利病疾苦、吏治得失必以聞，考選戶科給事中，未竟所施而卒，維周子貽貞以貢任澧州學。……（萬曆）四十年壬子科（舉人） 王維周 成進士……四十四年丙辰科（進士）……王維周 戶部【科】給事中，附王維周傳
2. ↑  《萬曆四十四年丙辰科進士履歷》：王维周，繡嶺，诗六房，乙未十二月十六日生。襄陽县人，壬子五十三，会二百二，三甲六十五名。户部政，丁憂，戊午授行人，辛酉順天同考，行取考选，甲子授户科給事中，卒。
3. ↑  《明神宗顯皇帝實錄·卷五百八十一》：（萬曆四十七年四月戊辰）遣行人王維周諭祭金谿王府。
4. ↑  《明熹宗悊皇帝實錄·卷三十五》：（天啟三年六月庚申）考選，擬盧時泰、李恒茂、王維周、丁一鳴、薛國觀、范紹序、李魯生、楊炳俱北科給事中，候缺填補……
5. ↑  《明熹宗悊皇帝實錄·卷四十（梁本）》：（天啟四年三月乙亥）王維周、薛國觀補戶部【科】給事中。
6. ↑  欽定四庫全書《湖廣通志·卷四十九·鄉賢志》：王維周，字士皇，應期子，萬厯丙辰進士。父任雲南副使卒於官，如滇奔喪賻甚厚，辭曰：「先靈有知，不欲子以初第變素履也。」授行人，出使不受餽，官至戶科給事中，孫貽貞澧州學正。